# Takt Op
Takt Op (タクトオーパス, Takuto Ōpasu) est un projet cross-média tournant sur le thème de la musique classique. Actuellement, il est présenté dans deux plateformes : un jeu mobile du nom de 運命は真紅き旋律の街を (Takt Op. Unmei wa Akaki Senritsu no Machi o) produit par Bandai Namco Arts et DeNA et développé par Game Studio sorti en 2022 au Japon, et une série télévisée animée du nom de Takt Op. Destiny de MAPPA et Madhouse diffusée entre le 6 octobre 2021 et le 22 décembre 2021.

## Synopsis
L'histoire se déroule en 2047 dans un monde où la musique ne peut pas être pratiquée librement, car elle attire des monstres appelés "D2". Ces monstres ont émergé sur Terre à la suite de l'écrasement d'une météorite il y a des années. Ils sont attirés par la musique qu'ils détestent et ont l'intention de détruire toute source musicale. Pour combattre les D2, des filles nommées "Musicarts" tirant leur pouvoir de la musique sont apparues et sont dirigées par des humains appelés "Conducteurs".

## Personnages

### Jeu vidéo et Anime
Takt Asahina (朝雛タクト, Asahina Takuto)
Voix japonaise : Kōki Uchiyama
Il s'agit d'un conducteur qui fait un pacte avec une musicart du nom de Destiny après la perte de son amie Cosette Schneider. Il semble à première vue paresseux et austère, mais il est un grand passionné de musique et possède des compétences exceptionnelles en piano. Son père était Kenji Asahina, un célèbre chef d'orchestre qui a été tué il y a 10 ans par les D2. Le bras droit de Takt a la capacité de se transformer en baguette de chef d'orchestre pour donner des instructions à Destiny pour combattre les D2.
Destiny (運命, Unmei) / Cosette Schneider (コゼット・シュナイダー, Kozetto Shunaidā)
Voix japonaise : Kaede Hondo (jeu vidéo) / Voix japonaise : Shion Wakayama (ja) (anime)
Il s'agit d'une musicart née de la cinquième symphonie de Beethoven en ut mineur dite Symphonie du Destin. Elle naît dans le corps d'une humaine du nom de Cosette Schneider, sœur cadette d'Anna, à la suite de la mort de cette dernière en protégeant son frère Takt des D2. Après cette réincarnation, elle ne retient aucun de ses souvenirs. Elle se retrouve liée à Takt qui devient son conducteur. En raison de son processus anormal pour devenir une musicart, l'état de Destiny est jugé instable et utilise une grande quantité d'énergie pour combattre les D2 et doit consommer beaucoup de calories pour se recharger et est particulièrement attirée par les sucreries et les gâteaux.
Walküre (ワルキューレ, Warukyūre)
Voix japonaise : Sumire Uesaka
Il s'agit d'une musicart non affecté et qui agit de manière indépendante. Elle est née de Die Walküre (connu sous le nom de La Valkyrie en France) de Wagner et ses armes principales sont une épée et un bouclier qu'elle peut lancer comme un disque.

### Jeu vidéo
Muksei (木星, Mokusei)
Voix japonaise : Natsu Yorita (ja)
Il s'agit d'une musicart née de Jupiter (mouvement de la suite Les Planètes) de Gustav Holst.
Kirakira-boshi (きらきら星変奏曲, Kirakiraboshihensōkyoku)
Voix japonaise : Maria Sashide
Il s'agit d'une musicart née de Ah ! vous dirai-je, maman de Mozart.
Carmen (カルメン, Karumen)
Voix japonaise : Yumiri Hanamori (ja)
Il s'agit d'une musicart née de Carmen de Georges Bizet.

### Anime
Anna Schneider (アンナ・シュナイダー, Anna Shunaidā)
Voix japonaise : Kaede Hondo
Elle est l'amie d'enfance de Takt et la sœur aînée de Cosette. Quand cette dernière est morte et que Destiny a pris son corps, elle l'emmène avec Takt dans un voyage en direction de New York dans le but de soigner son état instable ainsi que les répercussions sur son ami.
Lenny  (レニー, Renī)
Voix japonaise : Satoshi Hino (ja)
Il s'agit d'un conducteur du New York Symphonica. Il voyage en moto avec sa musicart Titan. Il va aider Takt devenu conducteur, à l'entraîner.
Titan (巨人, Kyojin)
Voix japonaise : Miku Itō
Il s'agit d'une musicart née de la première symphonie de Mahler en ré majeur dite Titan. Elle voyage avec son conducteur Lenny. Elle a une apparence de petite fille et est insouciante à première vue mais se montre sérieuse à certaines occasions.
Heaven (天国, Tengoku)
Voix japonaise : Inori Minase
Il s'agit d'une musicart qui appartient au New York Symphonica. Son conducteur est le Grand Maestro Sagan. Elle utilise une arme en forme de parapluie qui peut être utilisé comme bouclier ou comme arme à feu pouvant provoquer de puissantes explosions sur ses ennemis.
Hell (地獄, Jigoku)
Voix japonaise : Reina Ueda
Il s'agit d'une musicart de la New York Symphonica chargé de la protection de Schindler. Elle utilise un diapason qui peut émettre une tonalité lui donnant la possibilité de contrôler les D2. Elle se bat principalement avec ses pieds qu’elle peut transformer en disques rotatifs.
Schindler (シントラー, Shintorā)
Voix japonaise : Daisuke Namikawa
Il s'agit d'un conducteur et ancien commandant en chef du New York Symphonica sous la direction du Grand Maestro Sagan. Il n’aime pas la musique parce qu’elle fait appel aux émotions et il poursuit ses propres plans pouvant aller à l'encontre de Sagan pour gagner en pouvoir.
Sagan (ザーガン, Zāgan)
Voix japonaise : Eiji Hanawa (ja)
Il s'agit d'un conducteur se trouvant à la tête du New York Symphonica, une organisation qui vise à anéantir D2, en tant que Grand Maestro.
Charlotte Schneider (シャルロッテ・シュナイダー, Sharurotte Shunaidā)
Voix japonaise : Ai Kakuma (ja)
Surnommée Lotte, il s'agit de la sœur aînée d'Anna et Cosette. Elle travaille pour New York Symphonica dans le département d'avancement technologique. Elle vit avec ses parents à New York et elle se déplace en fauteuil roulant.

## Jeu vidéo
Le 26 mars 2021, Bandai Namco Arts et DeNA annoncent le projet Takt Op. dont un jeu mobile nommé 運命は真紅き旋律の街を (Takt Op. Unmei wa Akaki Senritsu no Machi o). Le jeu est développé par Game Studio pour une sortie prévue en 2021 mais repoussée dans un premier temps en 2022 puis repoussée pour le printemps 2023. Il sortira finalement le 28 juin 2023 au Japon. Une version anglaise sortira plus tard dans la même année. Le design des personnages est effectué par l'artiste LAM tandis que Yish est responsable du concept-art des décors. Hirofumi Kurita, maître d'orchestre, est conseiller sur les recherches musicales et Marasy travaille en tant que pianiste en chef,.

## Anime
L'anime prévu du projet est annoncé le 26 juin 2021. La série est animée par les studios MAPPA et Madhouse et réalisée par Yūki Itō, avec Kiyoko Yoshimura en tant que scénariste. LAM s'occupant du design des personnages, Reiko Nagasawa qui les adapte pour l'anime et Yoshihiro Ike composant la musique de la série. La série est diffusée entre le 6 octobre 2021 et le 22 décembre 2021 sur TV Tokyo, BS TV Tokyo et sur la plateforme Medialink au Japon . En France, la série est diffusée sur Crunchyroll en simulcast,. Ryo du groupe Supercell, Mafumafu et Gaku interprètent le générique de début intitulé takt, tandis que Mika Nakashima interprète le générique de fin intitulé Symphonia.

### Liste des épisodes
| No | Titre français              | Titre japonais      | Titre japonais       | Date de 1re diffusion |
| No | Titre français              | Kanji               | Rōmaji               | Date de 1re diffusion |
| -- | --------------------------- | ------------------- | -------------------- | --------------------- |
| 1  | Direction – Creed           | 指揮-Creed-         | Shiki-Kurīdo-        | 6 octobre 2021        |
| 2  | Musique – Reincarnation     | 音楽-Reincarnation- | Ongaku-Riinkānēshon- | 13 octobre 2021       |
| 3  | Éveil – Journey             | 覚醒-Journey-       | Kakusei-Jānī-        | 20 octobre 2021       |
| 4  | Ouverture – Showtime        | 開演-Showtime-      | Kaien-Shōtaimu-      | 27 octobre 2021       |
| 5  | Chevauchée – Valkyrie       | 騎行-Valkyrie-      | Kikō-Warukyūre-      | 3 novembre 2021       |
| 6  | Lever du soleil – Rooster   | 朝陽-Rooster-       | Asahi-Rūsutā-        | 10 novembre 2021      |
| 7  | Vérité – Noise              | 真実-Noise-         | Shinjitsu-Noizu-     | 17 novembre 2021      |
| 8  | Destiny – Cosette           | 運命-Cosette-       | Unmei-Kozetto-       | 24 novembre 2021      |
| 9  | Famille – Eroica            | 家族-Eroica-        | Kazoku-Eroika-       | 1er décembre 2021     |
| 10 | Professeur et élève – Lenny | 師弟-Lenny-         | Shitei-Renī-         | 8 décembre 2021       |
| 11 | Parés au combat – Orpheus   | 臨戦-Orpheus-       | Rinsen-Orupeusu-     | 15 décembre 2021      |
| 12 | Takt - Hope                 | 託人-Hope-          | Takuto-Hōpu-         | 22 décembre 2021      |

## Manga
Une adaptation manga de Takt Op. Destiny, illustré par Kino, a commencé à être publiée dans le magazine de manga seinen, Monthly Comic Alive de Media Factory le 26 août 2022.

### Annotations
1. ↑  "Op." est une abréviation pour numéro d'opus.
2. ↑  Les titres français de l'adaptation en anime proviennent de Crunchyroll.